# Переверзев, Валерий Владимирович
Валерий Владимирович Переверзев (род. 30 мая 1975, Тамбов) — российский кинорежиссёр, художник и музейный деятель.

## Биография
Родился 30 мая 1975 года в Тамбове. Окончил Тамбовское высшее военное командное училище химической защиты.
С 2012 по 2014 год возглавлял «Музей музеев» на ВВЦ, объединявший 10 частных музеев: музей аквариумистики «Живые акулы», музей истории пьянства, музей истории телесных наказаний, галерея редкостей «Кунсткамера», музей «Мастерская Художника», музей «Гигантские насекомые», музей подарков «Поля чудес» и другие.
Основатель и владелец Музея истории пьянства, Музея истории телесных наказаний и Музея истории проституции.
В 2017 году вместе с Александром Донским стал автором перформанса в Третьяковской галерее, получившего большой общественный резонанс. По результатам перфоманса был снят экспериментальный художественный фильм «Барбара», в который вошёл отснятый материал.
Член Евразийской творческой гильдии.

## Творчество
В 2015 году выпустил документальный фильм «Паноптикон: Тюрьма на острове», который был удостоен главного приза кинофестиваля в Гонолулу (2016), признан лучшим документальным хоррор-фильмом на кинофестивале «Капля» (2015), а также был показан в рамках программы Short Film Corner Каннского кинофестиваля (2015).
В 2017 году выпустил фильм «Пятёрка Синей Бороды: Острова смерти», который был отобран во внеконкурсную программу Каннского фестиваля. В 2018 году вышло его продолжение — «Пятёрка Синей Бороды: Смертоносные билборды».
В 2019 году снял короткометражный фильм «Варвара», который получил множество наград и номинаций различных международных кинофестивалей.
В 2020 году закончил работу над короткометражной картиной «Your Turn: Reverse Perspective».
В 2024 году вышла премьера его нового фильма «Брат 3».

## Личная жизнь
Женат. Жена — Юлия Переверзева. Воспитывают двух дочерей — Варвару и Василису.

## Фильмография
- 2014 — «Паноптикон: тюрьма на острове» (документальный)
- 2015 — «Средневековый PR» (документальный)
- 2017 — «Пятерка Синей Бороды: Острова смерти»
- 2018 — «Пятерка Синей Бороды: Смертельные билборды»
- 2019 — «Варвара» (короткометражный)
- 2020 — «Your Turn: Reverse Perspective» (короткометражный)
- 2023 — «Брат 3»

## Награды и номинации
- 2014 — Премия «Капля» — «Надежда на спасение»: Лучший полнометражный фильм («Паноптикон: тюрьма на острове»)[16]
- 2019 — Премия «Капля» — Специальная премия «За отечественный вклад в развитие жанра хоррор»
- 2019 — Премия Florence Film Awards — Лучший экспериментальный фильм («Варвара»)[17]
- 2019 — Премия Hollywood Blood Horror Festival — Лучший драматический фильм («Варвара»)
- 2020 — Премия Venice Film Awards — Лучший экспериментальный фильм («Варвара»)
- 2020 — Номинация на премию Hollywood Gold Awards — Лучший экспериментальный фильм («Варвара»)
- 2020 — Номинация на премию Ann Arbor Film Festival — Лучший экспериментальный фильм («Варвара»)
- 2021 — Премия «Капля» — Лучший сценарий («Брат 3»)[18]